# Елбридж Геррі
Елбридж Томас Геррі (англ. Elbridge Thomas Gerry [ˈɛlbrɪdʒ ˈɡɛri]) (17 липня 1744 — 23 листопада 1814) — американський державний діяч та дипломат. Був 5-м віцепрезидентом США (1813—1814), 9-м губернатором штату Массачусетс (10 червня 1810 — 4 березня 1812).
Народився у заможній родині крамаря у Массачусетсі.
Закінчив Гарвардський університет, був ревним прибічником Самюела Адамса.
Брав активну участь у протестах проти британської політики, підписав Декларацію незалежності.
Часто змінював свої думки з політичних питань. Наприклад, після повстання Шейса виступав проти надання надмірної влади поспільству, водночас обстоював щорічні вибори і заперечував наданню надмірних повноважень непідзвітному народові Сенату.
Від його імені походить слово джеррімендеринг — метод утворення виборчих округів, який дає перевагу певній партії чи групі.